# Obóz Polski Walczącej
Obóz Polski Walczącej (OPW) (en français : Camp de combat polonais) est un Mouvement de résistance polonais pendant la Seconde Guerre mondiale. Le mouvement opéra de 1942 à 1945 autour de Varsovie. La plupart des membres du mouvement est issu de l'ancien parti politique, Obóz Zjednoczenia Narodowego (pl) (Camp d'unité nationale ou Ozon), lui-même issu du parti Sanacja (pl). À partir de 1943, le mouvement est  militairement subordonnée à l'Armia Krajowa.

## Sources
- (en) Cet article est partiellement ou en totalité issu de l’article de Wikipédia en anglais intitulé « Camp of Fighting Poland » (voir la liste des auteurs).